# わたしは最悪。
『わたしは最悪。』（わたしはさいあく、ノルウェー語: Verdens verste menneske）は、2021年のノルウェーのダーク・ロマンティック・コメディドラマ映画。監督はヨアキム・トリアー、出演はレナーテ・レインスヴェとアンデルシュ・ダニエルセン・リーなど。『リプライズ』（2006年）と『オスロ、8月31日』（2011年）から続くトリアー監督の「オスロ三部作」の第3作である。プレミア上映は第74回カンヌ国際映画祭のコンペティション部門で行われ、レナーテ・レインスヴェが女優賞を受賞した。第94回アカデミー賞には国際長編映画賞と脚本賞にノミネートされた。

## ストーリー
まもなく30歳を迎えるユリヤはかつて成績優秀なだけで医学部に進学し、自分の興味は肉体でなく魂だと気づいて心理学に転向し、自分は視覚の人間だと閃いて写真家を志望する。そして、書店のバイトと写真の勉強を始めたユリヤは、コミック作家のアクセルと出会って恋に落ち同棲を始める。
ところが、売れっ子作家で10歳以上年上の彼との間に埋められない溝と孤独を感じ始めたユリヤは、偶然知り合った同世代の男アイヴィンと意気投合して気になり始め、更にユリヤが働く書店で二人は再会する。彼はオープンベーカリーで働いていて、その店に誘われたユリヤはときめきと罪の意識の狭間で思い悩む。
その翌朝、ユリヤが電気のスイッチを押した瞬間、自分以外の全ての時が止まり、彼女は街中を走り抜けてアイヴィンの店へと向かう。一夜を彼と過ごし帰宅したユリヤがスイッチに触れると時間が動き始め、彼女はアクセルに別れ話を切り出した。
アイヴィンには恋人がいたが、環境保護活動に傾倒する彼女に疲れ始めた頃にユリヤと出会っていた。ユリヤはアイヴィンと暮らし始め、彼といると無理しない自然体でいられると幸せを実感している。ところがある日、ユリヤが働く書店にアクセルの兄がやってきて、彼からアクセルがすい臓がんで余命僅かと聞いて衝撃を受ける。
ユリヤは体調の変化を感じて妊娠検査薬を使い、その結果は陽性だったが、そのことをアイヴィンに告げられないまま、ユリヤはアクセルの病院に向かう。明日が手術だという彼は「君は生涯の恋人。君は最高だ」と言い、ユリヤは妊娠を打ち明け、迷っていることを話す。
外出許可をもらったアクセルはかつて住んでいたアパートにユリヤを案内し「君と幸せに生きたい」と本音を吐露するが、その後、アクセルの容態が急変し明日まで持たないと連絡が入る。ユリヤはただ泣くことしかできなかった。そして流産してしまう。
時は流れ、ユリヤはスチールカメラマンの職に就き、映画撮影の現場にいる。仕事を終えた女優を迎えに来たのは、赤ちゃん連れのアイヴィンだった。自室に帰ったユリヤは、パソコンに向かって淡々と写真のチェックをする。

## キャスト
- レナーテ・レインスヴェ
- アンデルシュ・ダニエルセン・リー（英語版）
- ハーバート・ノードラム（ノルウェー語版）
- ハンス・オラフ・ブレンネル（ノルウェー語版）
- ヘレネ・ビョルネビー
- ヴィダル・サンデム（英語版）
- マリア・グラツィア・ディ・メオ
- ライズ・グレットランド
- カレン・ローゼ・キーランド
- マリアンヌ・クローグ（ノルウェー語版）
- テア・スターベル（英語版）
- デニス・カヤ
- アイア・スキョンスバーグ

## 公開
MK2フィルムズは2021年2月にこの映画の配給契約を獲得した。ワールド・プレミアは2021年7月7日に第74回カンヌ国際映画祭のコンペティション部門で行われ、パルム・ドールを争った。その1週間後、アメリカ合衆国での配給権をネオン、インド、イギリス、アイルランドでの配給権をムビが獲得した。
北米プレミアは2021年9月11日に第46回トロント国際映画祭のガラ・プレゼンテーションで行われた。フランスでは2021年10月13日にメメント・ディストリビューション、ノルウェーでは2021年10月15日にSFスタジオズ、スウェーデンでは2021年11月19日にトライアート・フィルムによって劇場公開された。

### 批評家の反応
レビュー集積サイトのRotten Tomatoesでは196件のレビューで支持率は96%、平均点は8.6/10となり「『わたしは最悪。』はヨアキム・トリアーのオスロ三部作をこのジャンルのよくある常識を楽しく覆すロマンティック・コメディで締めくくった」とまとめられた。Metacriticでは41件のレビューに基づいて加重は90/100と示された。
『ガーディアン』のピーター・ブラッドショーは「カンヌのベストの1本」、「インスタント・クラシック」と評した。『ヴァニティ・フェア』のリチャード・ローソンは「絶妙で、切ない（そしてまさに悲しい）」と評した。また『ヴァニティ・フェア』と『アトランティック』は2021年のベスト映画として本作を挙げた。

### 受賞とノミネート
| 映画祭・賞                                   | 授賞式         | 部門                                 | 候補                                   | 結果       | 参照          |
| -------------------------------------------- | -------------- | ------------------------------------ | -------------------------------------- | ---------- | ------------- |
| カンヌ国際映画祭                             | 2021年7月17日  | パルム・ドール                       | ヨアキム・トリアー                     | ノミネート | [ 29 ]        |
| カンヌ国際映画祭                             | 2021年7月17日  | 女優賞                               | レナーテ・レインスヴェ                 | 受賞       | [ 29 ]        |
| ゴッサム・インディペンデント映画賞           | 2021年11月29日 | 国際作品賞                           | 『わたしは最悪。』                     | ノミネート | [ 30 ]        |
| ナショナル・ボード・オブ・レビュー           | 2021年12月3日  | 外国語映画トップ5                    | 『わたしは最悪。』                     | 受賞       | [ 31 ]        |
| ニューヨーク映画批評家協会賞                 | 2021年12月3日  | 外国語映画賞                         | 『わたしは最悪。』                     | 受賞       | [ 32 ]        |
| ワシントンD.C.映画批評家協会賞               | 2021年12月6日  | 外国語映画賞                         | 『わたしは最悪。』                     | ノミネート | [ 33 ]        |
| ヨーロッパ映画賞                             | 2021年12月11日 | 脚本賞                               | ヨアキム・トリアー                     | ノミネート | [ 34 ]        |
| ヨーロッパ映画賞                             | 2021年12月11日 | 女優賞                               | レナーテ・レインスヴェ                 | ノミネート | [ 34 ]        |
| シカゴ映画批評家協会賞                       | 2021年12月15日 | 外国語映画賞                         | 『わたしは最悪。』                     | ノミネート | [ 35 ]        |
| ロサンゼルス映画批評家協会賞                 | 2021年12月18日 | 主演女優賞                           | レナーテ・レインスヴェ                 | 次点       | [ 36 ]        |
| ダラス・フォートワース映画批評家協会賞       | 2021年12月20日 | 外国語映画賞                         | 『わたしは最悪。』                     | 次点       | [ 37 ]        |
| EDA賞                                        | 2022年1月      | ブレイクスルー演技賞                 | レナーテ・レインスヴェ                 | ノミネート | [ 38 ]        |
| EDA賞                                        | 2022年1月      | デアリング演技賞                     | レナーテ・レインスヴェ                 | ノミネート | [ 38 ]        |
| 全米映画批評家協会賞                         | 2022年1月8日   | 主演女優賞                           | レナーテ・レインスヴェ                 | 次点       | [ 39 ]        |
| 全米映画批評家協会賞                         | 2022年1月8日   | 助演男優賞                           | アンデルシュ・ダニエルセン・リー       | 受賞       | [ 39 ]        |
| ベルギー映画批評家協会賞                     | 2022年1月8日   | グランプリ                           | 『わたしは最悪。』                     | 受賞       | [ 40 ]        |
| サンディエゴ映画批評家協会賞                 | 2021年1月10日  | 国際映画賞                           | 『わたしは最悪。』                     | ノミネート | [ 41 ]        |
| サンフランシスコ・ベイエリア映画批評家協会賞 | 2022年1月10日  | 外国語映画賞                         | 『わたしは最悪。』                     | ノミネート | [ 42 ]        |
| オースティン映画批評家協会賞                 | 2022年1月11日  | 国際映画賞                           | 『わたしは最悪。』                     | ノミネート | [ 43 ]        |
| トロント映画批評家協会賞                     | 2022年1月16日  | 国際映画賞                           | 『わたしは最悪。』                     | 次点       | [ 44 ]        |
| シアトル映画批評家協会賞                     | 2022年1月17日  | 非英語映画賞                         | 『わたしは最悪。』                     | ノミネート | [ 45 ]        |
| シアトル映画批評家協会賞                     | 2022年1月17日  | 主演女優賞                           | レナーテ・レインスヴェ                 | ノミネート | [ 45 ]        |
| ヒューストン映画批評家協会賞                 | 2022年1月19日  | 外国語映画賞                         | 『わたしは最悪。』                     | ノミネート | [ 46 ]        |
| オンライン映画批評家協会賞                   | 2022年1月24日  | 作品賞                               | 『わたしは最悪。』                     | ノミネート | [ 47 ]        |
| オンライン映画批評家協会賞                   | 2022年1月24日  | 主演女優賞                           | レナーテ・レインスヴェ                 | ノミネート | [ 47 ]        |
| オンライン映画批評家協会賞                   | 2022年1月24日  | 非英語作品賞                         | 『わたしは最悪。』                     | ノミネート | [ 47 ]        |
| ロンドン映画批評家協会賞                     | 2022年2月6日   | 主演女優賞                           | レナーテ・レインスヴェ                 | ノミネート | [ 48 ]        |
| ロンドン映画批評家協会賞                     | 2022年2月6日   | 外国語映画賞                         | 『わたしは最悪。』                     | ノミネート | [ 48 ]        |
| セザール賞                                   | 2022年2月25日  | 外国映画賞                           | 『わたしは最悪。』                     | ノミネート | [ 49 ]        |
| クリティクス・チョイス・アワード             | 2022年3月13日  | 外国語映画賞                         | 『わたしは最悪。』                     | ノミネート | [ 50 ]        |
| 英国アカデミー賞                             | 2022年3月13日  | 主演女優賞                           | レナーテ・レインスヴェ                 | ノミネート | [ 51 ]        |
| 英国アカデミー賞                             | 2022年3月13日  | 非英語作品賞                         | 『わたしは最悪。』                     | ノミネート | [ 51 ]        |
| アカデミー賞                                 | 2022年3月27日  | 脚本賞                               | エスキル・フォクト、ヨアキム・トリアー | ノミネート | [ 52 ] [ 53 ] |
| アカデミー賞                                 | 2022年3月27日  | 国際長編映画賞                       | ノルウェー                             | ノミネート | [ 52 ] [ 53 ] |
| サテライト賞                                 | 2022年4月2日   | 外国語映画賞                         | 『わたしは最悪。』                     | ノミネート | [ 54 ] [ 55 ] |
| サテライト賞                                 | 2022年4月2日   | コメディ・ミュージカル映画主演女優賞 | レナーテ・レインスヴェ                 | ノミネート | [ 54 ] [ 55 ] |